# Лазар Беглер
Лазар (Лазо) Беглер или Беглера е български революционер, деец на Вътрешната македоно-одринска революционна организация.

## Биография
Лазар Беглера е роден във велешкото село Крайници. Присъединява се към ВМОРО като четник. При избухването на Балканската война в 1912 година е доброволец в Македоно-одринското опълчение и служи в четата на Тодор Александров.
През юли 1914 година пристига в окупираното от Сърбия Велешко с четата на Владимир Сланков, състояща се от още 6 души - Каме Дворишки, Георги Аврамов, Ицо Бондиков, Борис Йорданов, Ильо Касев, Георги Табаков. Велешкият ръководител на ВМОРО Ангел Бондиков я препраща за Клепата, за да накаже поставилите се в услуга на новите власти. Четата получава информация, че сръбските войводи Василие Търбич, Божко Вирянец и Йован Бабунски ще заминат с влака за Гевгелийско, за да действат срещу тамошните чети на ВМОРО — на Христо Аргиров - Чауша, Стоян Чочков и Петър Овчаров. Сланков организира атентат на железопътната линия Велес - Солун, но вместо влака със сръбските войводи е взривен товарен влак. Предадени от сърбоманския кмет на Скачинци Христо Поппавлов, четниците са обградени от сръбските контрачети на Бабунски, Търбич и Вирянец. След сражение загиват всички без Георги Аврамов, който се спасява и се присъединява към гевгелийската чета на Стойчо Чочков и Лазо Беглер, който е заловен. Сръбските чети дават 10 убити, между които и войводата Божко Вирянец и Йован Црешневец. След разкрития на тежкоранения Беглер са арестувани Ангел Бондиков и петнайсетина други дейци на ВМОРО. Сръбските власти извършват поредица от репресии над българското население в района.